# Josef Perwein

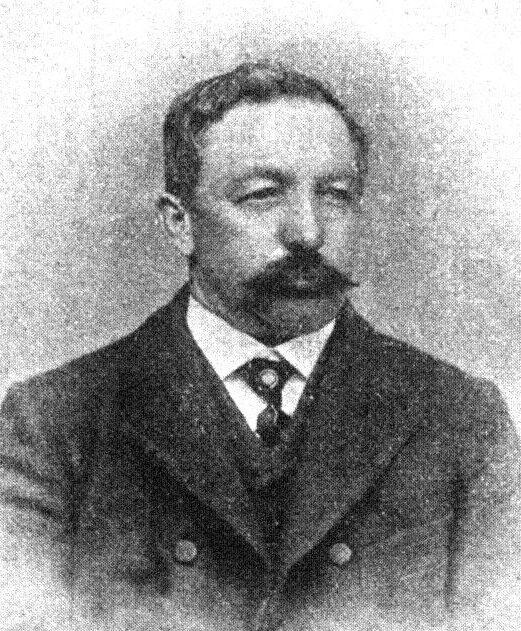
Josef Perwein

Josef Perwein (* 8. Juni 1850 in Altenmarkt im Pongau; † 22. Juli 1924 in Salzburg) war ein österreichischer Politiker der Christlichsozialen Partei (CSP).

## Ausbildung und Beruf
Nach dem Besuch der Volksschule wurde er Gutsbesitzer und Eigentümer des Elektrizitätswerkes in Werfen.

## Politische Funktionen
- Mitglied des Gemeinderates von Werfen
- Abgeordneter zum Salzburger Landtag (Herzogtum, 10. Wahlperiode)
- 1907–1918: Abgeordneter des Abgeordnetenhauses im Reichsrat (XI. und XII. Legislaturperiode), Wahlbezirk Salzburg 6, Christlichsoziale Vereinigung deutscher Abgeordneter

## Politische Mandate
- 21. Oktober 1918 bis 16. Februar 1919: Mitglied der Provisorischen Nationalversammlung, CSP